# 鶴渕さやか
鶴渕 さやか（つるぶち さやか、1981年9月19日 - ）は、日本のフリーアナウンサー。オフィスキイワード所属。

## 来歴
沖縄県浦添市出身。昭和薬科大学附属高等学校を経て、早稲田大学法学部卒業。
大学を卒業後、2005年4月に福井放送 (FBC) に入社。同期に元同局アナウンサーの中嶋智子がいる。鶴渕はFBC入社前に東京アナウンスセミナーに通っていたことがあるが、そこでも中嶋と同期であった（共に5期生）。
2011年にFBCを退社して沖縄へ帰郷し、沖縄テレビ放送 (OTV) に入社。
2013年3月中旬にOTVを退社し、オフィスキイワード所属のフリーアナウンサーになる。当初は大阪本社に所属していたが、5年後の2018年4月に東京事務所所属となった後、2021年に大阪所属に戻っている。

## 担当番組

### 福井放送
- 午後はとことんワイド（ラジオ） - 水曜「福ちゃんののってけ水曜DX」アシスタントパーソナリティ[6]
- Newsリアルタイムふくい（テレビ） - 駅前中継リポーター、「Mini体操」担当、天気予報担当[7]
- おじゃまっテレ（テレビ）[8]
- 福井夢応援プロジェクト〜ドリーマーズ（テレビ）[8]
- おはようふくい730（テレビ）[8]
- どぉ〜ンと土曜日（ラジオ）[8] - パーソナリティ
- かたいけの（ラジオ）[9] - パーソナリティ
- 鶴ちゃんのTrue Love（ラジオ）[9] - パーソナリティ
- おじゃまっテレ ワイド&ニュース（テレビ）[10]
- ふれあい若狭（テレビ） - リポーター
- FBCニュース (不定期）（テレビ）

### 沖縄テレビ
- おきなわマラソン - ランナーリポーター
- ドキュメント九州「復帰を知る」（九州・沖縄地区のFNS加盟8局共同制作番組）
- OTVスーパーニュース

### フリー転向後
- ひるカフェ（サンテレビ） - インフォメーション担当（2013年8月 - ）[11]
- @あっと!テレわか NEWSスタイル（テレビ和歌山、2013年10月 - 2014年3月）[12]
- 征平・吉弥の土曜も全開!!（朝日放送ラジオ） - リポーター（2014年3月 - ）[13]
- ニュース&情報 5チャンDO!（テレビ和歌山） - 水曜・木曜MC（2014年4月 - 2017年3月）[14]
- テレビ滋賀プラスワン（びわ湖放送） - リポーター（2014年 - ）[15]
- 時間です!林編集長（ラジオ関西） - アシスタント（2016年4月 - ）[16]
- 地域情報便 じもっと!!（横浜ケーブルビジョン） - リポーター
- デイリーニュース（J:COM 大田） - 金曜キャスター
- bayfm情報アナウンサー（2020年4月7日 - 2021年5月25日、火曜日担当）